# Wied (rivière)
Le Wied est une rivière d'environ 102 km située dans le sud-ouest de l'Allemagne. Elle prend sa source à proximité de Hachenburg. Elle coule généralement vers le sud-ouest à travers les Westerwald dans la Rhénanie-Palatinat jusqu'au Rhin. La rivière traverse également les villes d'Altenkirchen (Westerwald), Neustadt (Wied) et de Waldbreitbach avant d'arriver dans le Rhin à Neuwied